# Take On the World (Judas Priest)
"Take On the World" is een nummer van de Engelse heavymetalband Judas Priest, oorspronkelijk uitgebracht op hun album Killing Machine uit 1978 en uitgebracht als single in januari 1979. Het was de eerste Judas Priest-single die in de Britse top 40 terechtkwam en bereikte nummer 14. Het nummer was Judas Priests poging om een stadionlied te produceren in de stijl van Queens single "We Will Rock You" uit 1977. Als single werden er ongeveer 400.000 exemplaren van verkocht. 
Volgens voormalig Judas Priest-gitarist K.K. Downing werd het nummer door voetbalclub Wolverhampton Wanderers gebruikt als clublied. 
"Take On the World" werd gecoverd door de new wave band The Human League tijdens hun tournee in 1980.